# Казель (Трир)
Казель (нем. Kasel) — община в Германии, в земле Рейнланд-Пфальц.
Входит в состав района Трир-Саарбург. Подчиняется управлению Рувер. Население составляет 1247 человек (на 31 декабря 2010 года). Занимает площадь 4,53 км².